# Diplodonta candeana
Diplodonta candeana är en musselart som först beskrevs av d'Orbigny 1842.  Diplodonta candeana ingår i släktet Diplodonta och familjen Ungulinidae. Inga underarter finns listade i Catalogue of Life.